# Platycoma cephalata
Platycoma cephalata är en rundmaskart som beskrevs av Nathan Augustus Cobb 1894. Platycoma cephalata ingår i släktet Platycoma och familjen Leptosomatidae. Arten är reproducerande i Sverige. Inga underarter finns listade i Catalogue of Life.